# Національний чемпіонат
Національний чемпіонат (фр. Championnat de France National) — третій футбольний дивізіон в системі футбольних ліг Франції. У змаганні беруть участь 18 клубів. По закінченні сезону три клуби, що посіли вищі позиції, переводяться в Лігу 2, а чотири найгірших вилітають в Національний чемпіонат 2.

## Історія
Ліга була створена в 1993 році для участі в ній професіональних, напівпрофесіональних і аматорських клубів, замінивши собою аматорський Дивізіон 3.
З 1993 по 1997 рік дивізіон складався з двох груп по вісімнадцять команд, після чого турнір було скорочено до 20 команд, які грали одна з одною вдома і на виїзді. Тим не менше у сезоні 2010/11 років, після відновлення в останній момент клубу «Страсбур», який раніше був відправлений у четвертий дивізіон через фінансові причини, у турнірі взяла участь 21 команда..
У 2011 році Федерація футболу Франції розпочала масштабну реформу своїх змагань, щоб зробити чемпіонати більш привабливими і підвищити їх рівень і якість. Таким чином з сезону 2013/14 років Національний чемпіонат був зменшений до 18 клубів.
Рекорд відвідування був поставлений у п'ятницю, 22 травня 2015 року, на матчі між «Страсбуром» і «Колом'є», який зібрав на трибунах «Стад де ла Мено» 26 724 глядачів.

## Формат
Змагання проходить за традиційною схемою. Чемпіонат починається в серпні. Команди грають одна з одною вдома і на виїзді. З кінця грудня по середину січня є традиційна різдвяна перерва. Завершується сезон в середині травня.

## Переможці
| - 1993/94: Шатору - 1994/95: Лор'ян - 1995/96: Тулон - 1996/97: Нім - 1997/98: Аяччо - 1998/99: Луан-Кюїзо - 1999/00: Бове - 2000/01: Гренобль - 2001/02: Клермон - 2002/03: Безансон | - 2003/04: Реймс - 2004/05: Валансьєн - 2005/06: Ніор - 2006/07: Клермон - 2007/08: Ванн - 2008/09: Істр - 2009/10: Евіан - 2010/11: Бастія - 2011/12: Нім Олімпік - 2012/13: Кретей | - 2013/14: Орлеан - 2014/15: Ред Стар - 2015/16: Страсбур - 2016/17: Шатору - 2017/18: Ред Стар - 2018/19: Родез - 2019/20: По - 2020/21: Бастія - 2021/22: Лаваль - 2022/23: Конкарно |